# 청주여자상업고등학교
청주여자상업고등학교(淸州女子商業高等學校)는 대한민국 충청북도 청주시 서원구 모충동에 있는 사립 고등학교이다.

## 학교 연혁
- 1954년 7월 22일 : 재단법인 신라학원 설립 인가, 설립자 강기용 박사
- 1958년 2월 4일 : 신라여자상업고등학교 설립 인가
- 1958년 4월 7일 : 신라여자상업고등학교 개교 (1학급 43명)
- 1959년 1월 17일 : 청주여자상업고등학교 교명변경 인가
- 1960년 4월 10일 : 신교사로 이전 (청주시 흥덕구 모충동 280번지)
- 1996년 8월 10일 : 학교법인 서원학원으로 변경
- 2008년 8월 27일 : 학과 개편 (경영정보과 4학급, 정보처리과 4학급)
- 2014년 3월 1일 : 도교육청 지정 특성화고 전환 (학과개편 경영회계과 4학급, 금융정보과 4학급)
- 2020년 11월 20일 : 학교법인 서원학원 전찬구 이사장 취임
- 2024년 1월 5일 : 제64회 162명 졸업, 총 졸업생 21,299명
- 2024년 9월 1일 : 제20대 김현희 교장 취임

## 설치 학과
- 금융정보과
- 경영회계과

## 참고 자료
- 청주여자상업고등학교 - 한국교육학술정보원 학교알리미